# 巴尔索沃 (汉特-曼西自治区)
巴尔索沃（羅馬化：Barsovo）是俄罗斯汉特-曼西自治区的市级镇，为该自治区苏尔古特区规模最小的市级镇。地处汉特-曼西自治区东部，位于鄂毕河右岸，在区行政中心苏尔古特西侧、自治区首府汉特-曼西斯克东偏北方。镇西部设有铁路车站鄂毕斯基站，连接位于河对岸的库季亚赫与区行政中心苏尔古特。
附近城市除区行政中心外有涅夫捷尤甘斯克。
该地2022年人口有5,982人；2010年人口4,990；2002年人口5,600；1989年人口13,759。